# Арнишицкое сельское поселение
Арнишицкое сельское поселение — упразднённое муниципальное образование в составе Угранского района Смоленской области России.
Административный центр — деревня Арнишицы.
Образовано законом от 28 декабря 2004 года. Упразднено законом от 25 мая 2017 года с включением всех входивших в его состав населённых пунктов в Всходское сельское поселение.

## Географические данные
- Общая площадь: 158,11 км²
- Расположение: юго-западная часть Угранского района
- Граничит:
  - на севере — с Всходским сельским поселением
  - на востоке — с Ключиковским сельским поселением
  - на юе — с Калужской областью
  - на западе— с Холмовским поселением
- Крупные реки: Ворона.

## Население
| 2011 | 2012 | 2013 | 2014 | 2015 | 2016 | 2017 |
| ---- | ---- | ---- | ---- | ---- | ---- | ---- |
| 160  | ↘153 | ↘143 | ↘133 | ↘131 | ↘123 | ↘122 |

## Населённые пункты
На территории поселения находилось 11 населённых пунктов:
- Деревня Арнишицы — административный центр
- Выгорь, деревня
- Городечня, деревня
- Дубки, деревня
- Каменка-1, деревня
- Каменка-2, деревня
- Нележ, деревня
- Новое Азарово, деревня
- Петрово, деревня
- Сенное, деревня
- Старое Азарово, деревня

## Экономика
Сельхозпредприятия, школа, магазины.